# Culex simplicicornis
Culex simplicicornis är en tvåvingeart som beskrevs av Edwards 1930. Culex simplicicornis ingår i släktet Culex och familjen stickmyggor. Inga underarter finns listade i Catalogue of Life.